# Icomb
Icomb – wieś w Anglii, w hrabstwie Gloucestershire, w dystrykcie Cotswold. Leży 38 km na wschód od miasta Gloucester i 117 km na zachód od Londynu.